# Sarbanissa nepcha
Sarbanissa nepcha är en fjärilsart som beskrevs av Moore 1867. Sarbanissa nepcha ingår i släktet Sarbanissa och familjen nattflyn. Inga underarter finns listade.